# Gaarkeuken (Groningen)
Gaarkeuken, ook De Gaarkeuken (Gronings: Goarkeuk'n of Goarkeuken),  is een gehucht net ten zuiden van Grijpskerk, gelegen aan het Van Starkenborghkanaal in de Nederlandse provincie Groningen. Het gehucht heeft zijn naam te danken aan de gaarkeuken, dat wil zeggen een eenvoudig restaurant annex café. Deze gaarkeuken stond bij de Gaarkeukensluis in de vaarverbinding van Groningen met Friesland.

## Geschiedenis
Oorspronkelijk was de gaarkeuken geplaatst bij het zuidelijker gelegen Kolonelsdiep. Deze plaats wordt nu nog Oude Gaarkeuken genoemd. Tussen 1654 en 1657 werd een grotendeels nieuw kanaal gegraven tussen Groningen en Friesland, dat liep vanaf Briltil via Noordhornertolhek naar de Friese grens bij Gerkesklooster, waarvoor de gaarkeuken werd verplaatst naar de huidige plek op de kruising van het Van Starkenborghkanaal met het Langs- of Wolddiep en haar noordelijke verlenging Poeldiep (laatste stuk tegenwoordig gedempt; uitmonding via Hoerediep). Later werd een trekweg langs deze Trekvaart of Hoendiep aangelegd en kregen de omliggende dorpen een aansluiting op het kanaal. In de tweede helft van de negentiende eeuw zijn de vaarwegen aangepast aan de moderne eisen van die tijd. In dit kader werd de Gaarkeukensluis in 1864 (min of meer) op de huidige plek aangelegd. Bij de sluis verrezen enige huizen waarvan de bewoners een bestaan zochten in de levering van schippersbehoeften: in de eerste plaats sterkedrank, maar ook proviand.
Op 26 juni 1829 gebeurde er in Gaarkeuken een ongeluk met dodelijke afloop. Drie kinderen liepen bij de schuin omhoogstaande brug omhoog, waarna de contragewichten van de brug afbraken en de kinderen onder de brug kwamen.
Tussen 1922 en 1924 werd de sluis van Gaarkeuken vernieuwd en vergroot. In 1938 werd het Hoendiep verruimd en uitgebreid tot het Van Starkenborghkanaal. Op 11 november 1944 werd de Gaarkeuken gebombardeerd door 15 Engelse Typhoons van Vliegbasis Volkel die er 32 bommen lieten vallen. De brug en sluizen alsook enige woningen werden totaal vernield. Doordat de waterhuishouding daarna niet meer in de hand te houden was, kwam er een groot gebied blank te staan. De sluis werd hersteld, maar was zo ontzet dat decennia later er nog stenen uit losraakten. In de jaren 1970 werd besloten tot de aanleg van de huidige sterk vergrote sluis. Voor de bouw hiervan moesten vijf sluiswachterswoningen en 575 bomen wijken.

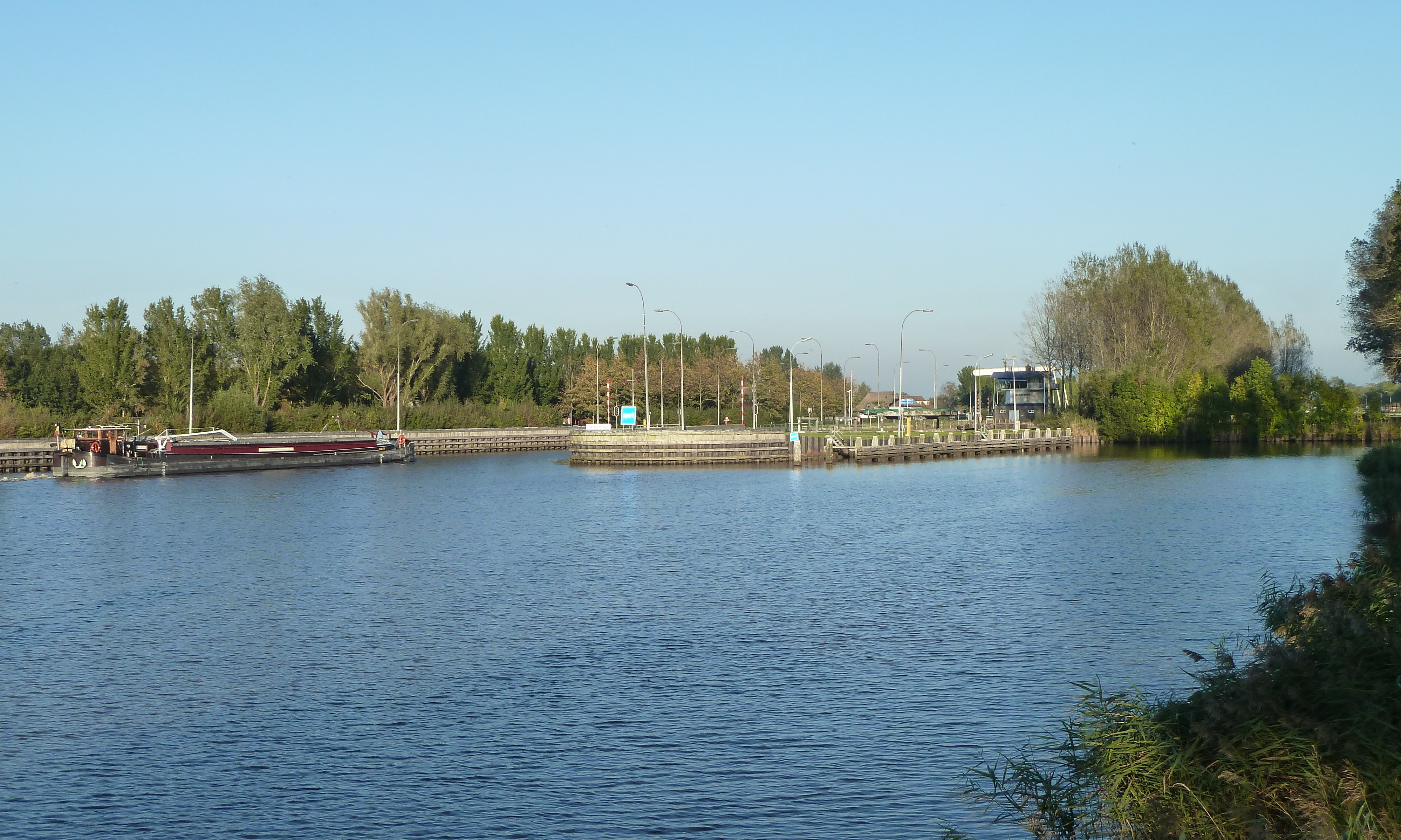
Gezicht op de ingang naar de sluis vanaf het westen
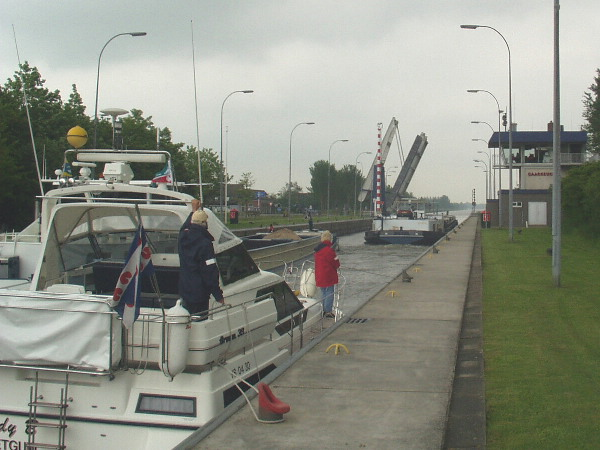
Gaarkeukensluis met openstaande brug vanaf het westen
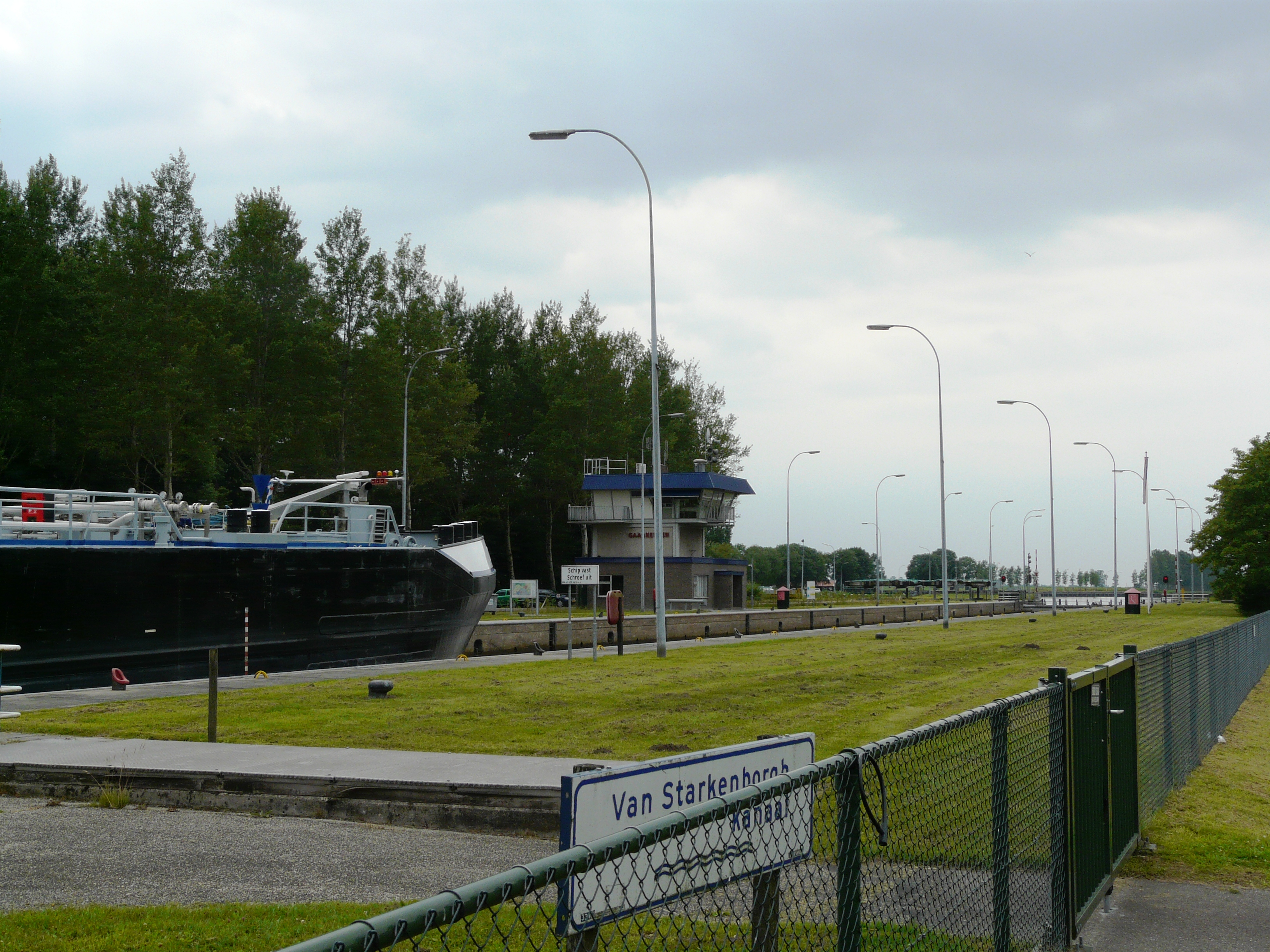
Sluis en brugwachterswoning vanaf het zuiden